# Eusebio Hereñú
José Eusebio Hereñú, también citado como Eusebio Ereñú, (Nogoyá, 5 de noviembre de 1772 - Paysandú, Uruguay, ca. 1825) fue un militar argentino, caudillo federal de la provincia de Entre Ríos de la década de 1810.

## Biografía
Fue hijo de Paula de la Calzada y de Santiago Hereñú y Osorio, nacido en La Bajada (Paraná) y establecido en Nogoyá, donde ejerció el cargo de capitán de milicias. Eusebio Hereñú contrajo matrimonio con Tomasa Escobar, con quien tuvo tres hijas (Catalina, Casimira y Mercedes) y un hijo (Remigio).
Participó de la campaña de Manuel Belgrano al Paraguay, y tras la derrota acompañó al general a la Banda Oriental y de regreso a Buenos Aires, aunque pronto volvió a Entre Ríos.
En 1814, al comenzar la guerra civil en su provincia, se convirtió en caudillo de Nogoyá, y pronto extendió su acción a gran parte del oeste de Entre Ríos, reuniendo hombres armados de lanza y carabina que luchaban contra el Directorio nacional. El 21 de febrero de 1814, Hereñú se apoderó de Paraná. Al día siguiente, 22 de febrero, derrotó al coronel Eduardo Kaunitz de Holmberg en la batalla de Espinillo, cerca de la ciudad de Paraná. Esa fue la primera batalla de la guerra civil argentina, que dividiría al país entre unitarios y federales hasta 1875, y dio a los artiguistas el control del oeste de la provincia de Entre Ríos.
Hereñú reconoció a José Artigas como Protector de los Pueblos Libres, desconoció la dependencia de la tenencia de gobierno de Santa Fe y estableció de hecho la autonomía de la provincia de Entre Ríos. Hereñú proclamó así el comienzo de una liga de caudillos de las villas de la provincia que lo reconocía de hecho como gobernador.
En 1815 comandó una flotilla de canoas con la que las fuerzas artiguistas cruzaron el río Paraná en apoyo de la autonomía de la provincia de Santa Fe. A fines de ese año pareció cambiar de bando, al colaborar en una invasión directorial a su provincia, pero finalmente se mantuvo fiel a Artigas.
En 1817 se alió al director supremo Juan Martín de Pueyrredón contra Artigas, pero este lo sustituyó como comandante de Paraná y gobernador de Entre Ríos por José Ignacio Vera, hermano del gobernador santafesino Mariano Vera. Se puso de acuerdo con varios caudillos menores para unirse al Directorio, pero las fuerzas enviadas en su ayuda fueron vencidas por el caudillo de Concepción del Uruguay, Francisco Ramírez, quien expulsó a Hereñú hacia la provincia de Buenos Aires. En octubre de 1818 intentó un nuevo desembarco en Paraná, pero fue vencido por Ricardo López Jordán (padre).
Instalado en Buenos Aires, es posible que haya combatido en la batalla de Cepeda, que significó el final del Directorio, en el bando vencido. Regresado poco después a Entre Ríos, se puso a disposición del gobernador Francisco Ramírez, que lo relegó a puestos secundarios. Quizá por ello, tras la muerte de Ramírez, se enfrentó al medio hermano y sucesor de este, López Jordán, aliándose al general porteño Lucio Norberto Mansilla; tras el derrocamiento de López Jordán, este resistió algún tiempo en el interior de la provincia, hasta que fue vencido por las montoneras de Herenú en el arroyo Gená. Una vez en el gobierno, Mansilla no esperó un nuevo cambio de bando de Hereñú, a quien envió prisionero a la provincia de Córdoba; por decisión del gobernador de ésta, Juan Bautista Bustos, estuvo preso en el fuerte de Santa Catalina, cerca de La Carlota, de donde escapó en marzo de 1822.
Instalado en Paysandú, en la Banda Oriental, participó de las invasiones de López Jordán a Entre Ríos en 1822 y 1823, y sus pasos se pierden desde esa fecha.
Cuando su hijo Remigio se casó en 1829 se lo consideraba ya fallecido, aunque otras fuentes afirman que participó en la invasión de López Jordán a Entre Ríos en 1831 y que falleció hacia 1835 en Nogoyá.